# Народни посланик (ТВ филм РТБ)
„Народни посланик” је југословенски ТВ филм из 1964. године. Режирао га је Александар Ђорђевић а сценарио је написан по делу Бранислава Нушића.

## Улоге
| Глумац                   | Улога         |
| ------------------------ | ------------- |
| Надежда Брадић           |               |
| Љубиша Јовановић         | Јеврем Прокић |
| Живојин Жика Миленковић  | Секулић       |
| Миодраг Петровић Чкаља   | Срета Нумера  |
| Зоран Ратковић           |               |
| Љубица Секулић           |               |
| Никола Симић             | Ивковић       |
| Ружица Сокић             | Даница        |
| Бранка Веселиновић       |               |
| Младен Млађа Веселиновић |               |